# قرار مجلس الأمن التابع للأمم المتحدة رقم 1418
قرار مجلس الأمن التابع للأمم المتحدة رقم 1418، المتخذ بالإجماع في 21 حزيران / يونيو 2002، بعد التذكير بجميع القرارات السابقة بشأن النزاع في يوغوسلافيا السابقة، ولا سيما القرار 1357 (2001)، مدد المجلس، بموجب الفصل السابع من ميثاق الأمم المتحدة، ولاية بعثة الأمم المتحدة في البوسنة والهرسك وأذن باستمرار قوة تحقيق الاستقرار حتى 30 يونيو 2002.
وكان ذلك أحد التمديدات العديدة لبعثة الأمم المتحدة في البوسنة والهرسك في هذه الفترة لإتاحة مزيد من الوقت للمشاورات غير الرسمية بشأن ولاية البعثة.

## روابط خارجية
- نص القرار في undocs.org